# Kanada Masters

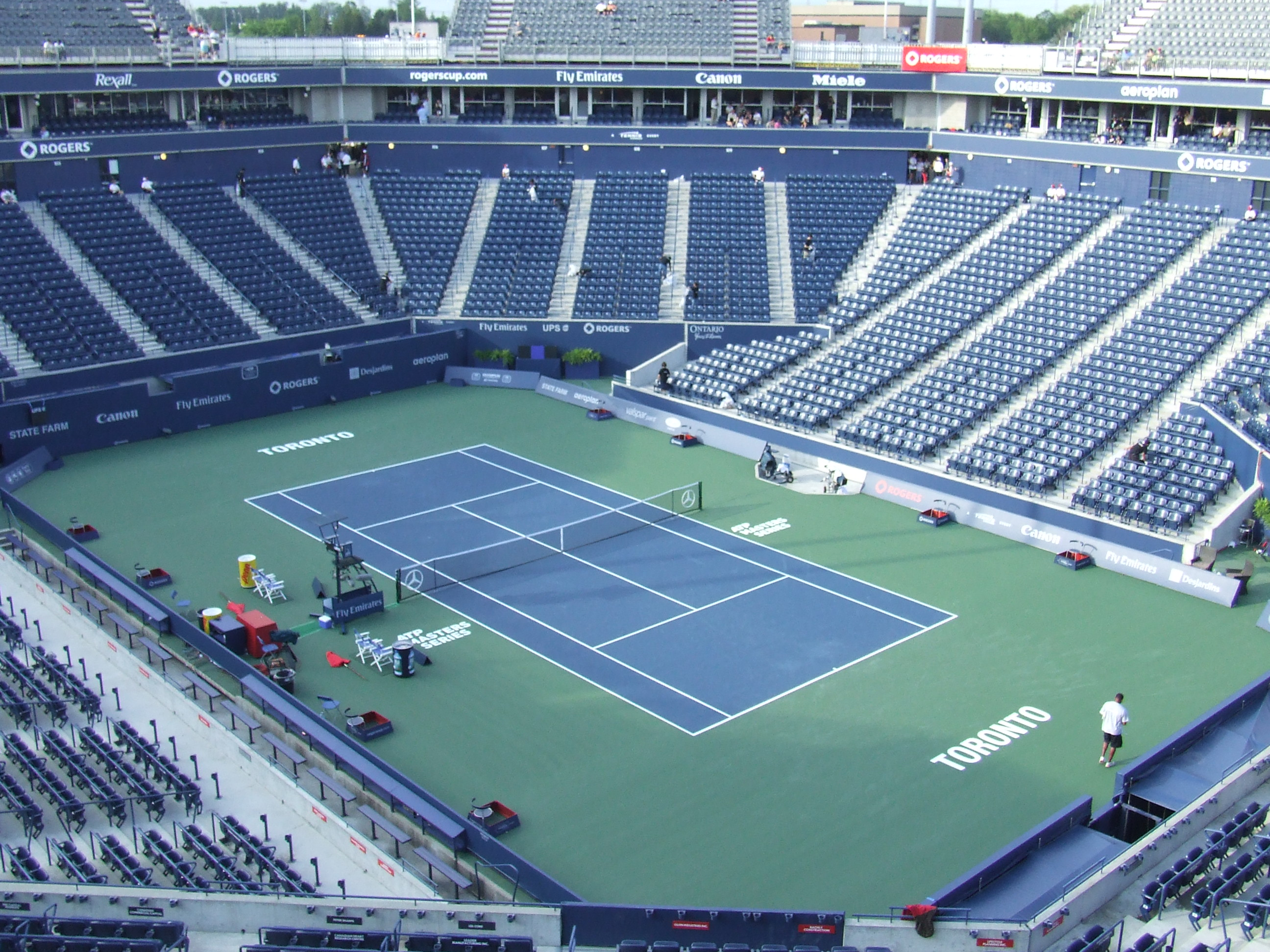
Das Kanada Masters im Aviva Centre, Toronto

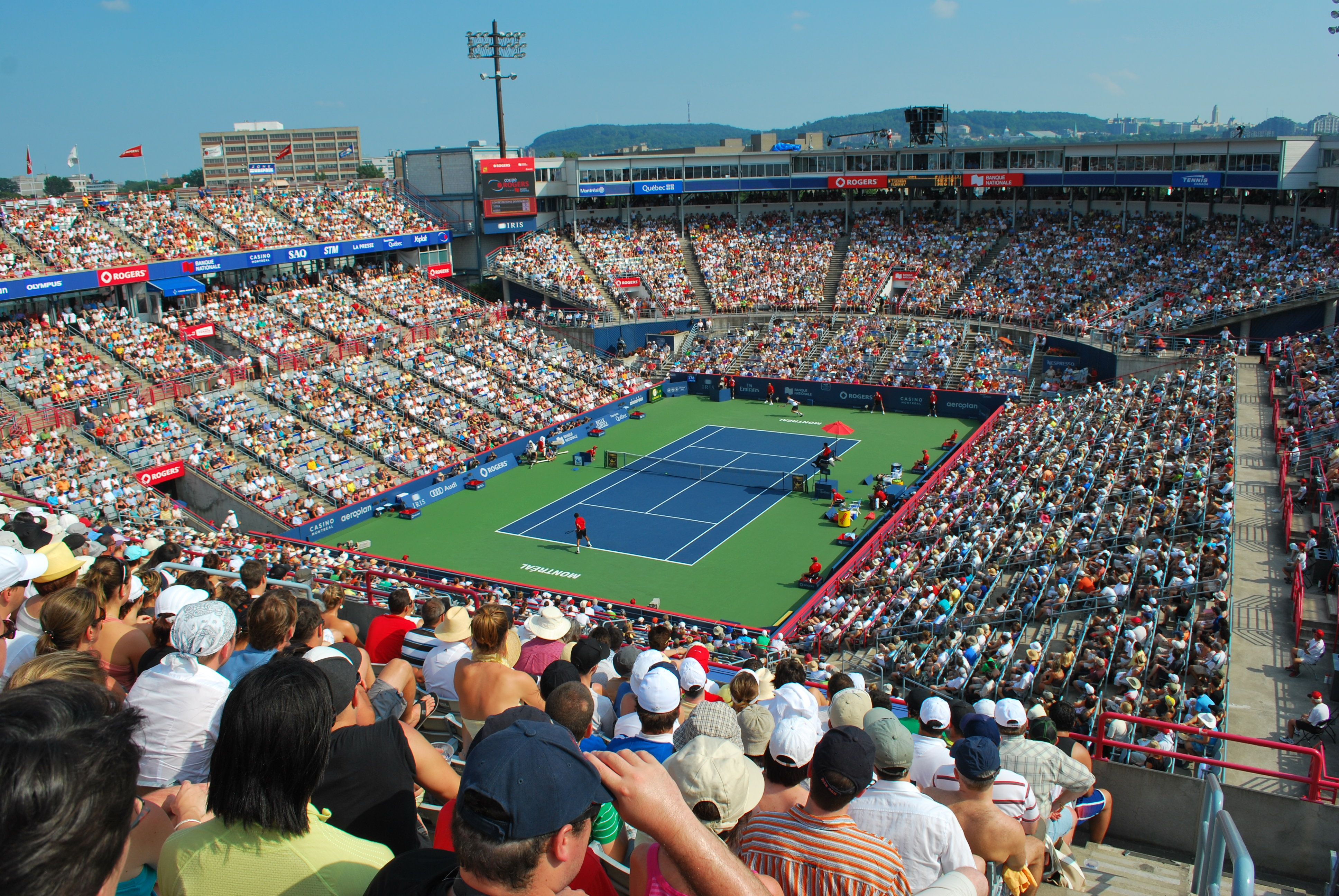
Zweiter Veranstaltungsort, das Stade IGA in Montreal

Das Kanada Masters (offiziell National Bank Open presented by Rogers) ist alljährlich das sechste von neun Tennisturnieren der Kategorie ATP Tour Masters 1000. Das Hartplatzturnier findet jeweils im August statt, bis 2019 abwechselnd in Montreal (ungerade Jahre) und Toronto (gerade Jahre). Seit 2021 findet das Turnier in geraden Jahren in Montreal und in ungeraden in Toronto statt.
Das Turnier ist Teil der US Open Series, die als Vorbereitung auf die US Open gilt.

## Geschichte
Unter seiner vormaligen Hauptbezeichnung als Canadian National Championships, den Internationalen Tennismeisterschaften von Kanada, blickt das Turnier auf eine lange Geschichte zurück. Das Herrenturnier wird seit 1881 ausgetragen; nur die Veranstaltung von Wimbledon kann auf eine längere Turniergeschichte zurückblicken. Die Damenkonkurrenz kam 1891 dazu. Ab 1924 wurde auch eine Doppelkonkurrenz ausgetragen.
1970 waren die Canadian Open Gründungsmitglied des Grand Prix Tennis Circuit, 1990 stieg das Turnier innerhalb der ATP Tour in die höchste Kategorie, die ATP Tour Masters 1000, auf, der sie bis heute angehört. Seit 1997 finden die Kanada und das Cincinnati Masters in zwei aufeinander folgenden Wochen statt – wie auch die beiden im Frühling stattfindenden Mastersturniere in Indian Wells und Miami. Es gilt daher als besondere Leistung, beide Turniere im selben Jahr zu gewinnen. Gelungen ist dies bisher Patrick Rafter im Jahr 1998, Andy Roddick im Jahr 2003 und Rafael Nadal im Jahr 2013. Als einzigem Doppelteam gelang den Brüdern Bob und Mike Bryan diese Leistung im Jahr 2010; Jonas Björkman gewann 1999 den Doppelbewerb beider Turniere, allerdings mit unterschiedlichen Partnern. Andre Agassi errang 1995 zwar ebenfalls bei beiden Turnieren den Titel, jedoch fanden diese damals nicht direkt nacheinander statt.
Seit 1991 fand in der jeweils anderen Stadt (Toronto in ungeraden und Montreal in geraden Jahren) eine Damenkonkurrenz statt, die seit 2011 zudem zeitgleich gespielt wird. Das für 2020 in Toronto angesetzte Herrenturnier wurde wegen der COVID-19-Pandemie auf 2021 verschoben. In Montreal fand auch wieder die Damenkonkurrenz statt.
Die Zigarettenmarke Du Maurier war von 1997 bis 2000 Namenssponsor des Turniers, ehe die kanadische Regierung das Sponsoring solcher Marken von Sportveranstaltungen verbot. Nach drei Jahren, in denen das Turnier schlicht Canada Masters hieß, war von 2005 bis 2019 Rogers Communications der Namenssponsor. Derzeitiger Hauptsponsor ist die National Bank of Canada, während Rogers weiterhin Sponsor bleibt.
Austragungsstätte in Toronto war von 1976 bis 2003 das National Tennis Centre, das eine Kapazität von 10.000 Menschen hatte. An derselben Stelle wurde 2004 das Sobeys Stadium gebaut, wo 12.500 Menschen Platz finden. In Montreal hat das 1995 eröffnete Stade IGA eine Kapazität von 11.815 Menschen.
Entsprechend der Vorgaben der ATP erweiterten alle Masters-Turniere ab 2021 ihr Teilnehmerfeld, sodass das Kanada Masters ab 2025 das Teilnehmerfeld von 56 auf 96 Spieler aufstockte. Außerdem findet das Turnier fortan über den Zeitraum von 12 Tagen statt.

## Siegerliste
Rekordsieger ist Ivan Lendl, der das Turnier in den 1980er Jahren insgesamt sechs Mal gewinnen konnte; im Doppel sind Mahesh Bhupathi sowie Bob und Mike Bryan mit fünf Titeln Rekordsieger.

### Einzel
| Jahr                         | Sieger                   | Finalisten               | Ergebnis                |
| ---------------------------- | ------------------------ | ------------------------ | ----------------------- |
| 2025                         | Ben Shelton              | Karen Chatschanow        | 6:75, 6:4, 7:63         |
| 2024                         | Alexei Popyrin           | Andrei Rubljow           | 6:2, 6:4                |
| 2023                         | Jannik Sinner            | Alex de Minaur           | 6:4, 6:1                |
| 2022                         | Pablo Carreño Busta      | Hubert Hurkacz           | 3:6, 6:3, 6:3           |
| 2021                         | Daniil Medwedew          | Reilly Opelka            | 6:4, 6:3                |
| 2020                         | abgesagt                 | abgesagt                 | abgesagt                |
| 2019                         | Rafael Nadal (5)         | Daniil Medwedew          | 6:3, 6:0                |
| 2018                         | Rafael Nadal (4)         | Stefanos Tsitsipas       | 6:2, 7:64               |
| 2017                         | Alexander Zverev         | Roger Federer            | 6:3, 6:4                |
| 2016                         | Novak Đoković (4)        | Kei Nishikori            | 6:3, 7:5                |
| 2015                         | Andy Murray (3)          | Novak Đoković            | 6:4, 4:6, 6:3           |
| 2014                         | Jo-Wilfried Tsonga       | Roger Federer            | 7:5, 7:63               |
| 2013                         | Rafael Nadal (3)         | Milos Raonic             | 6:2, 6:2                |
| 2012                         | Novak Đoković (3)        | Richard Gasquet          | 6:3, 6:2                |
| 2011                         | Novak Đoković (2)        | Mardy Fish               | 6:2, 3:6, 6:4           |
| 2010                         | Andy Murray (2)          | Roger Federer            | 7:5, 7:5                |
| 2009                         | Andy Murray (1)          | Juan Martín del Potro    | 64:7, 7:63, 6:1         |
| 2008                         | Rafael Nadal (2)         | Nicolas Kiefer           | 6:3, 6:2                |
| 2007                         | Novak Đoković (1)        | Roger Federer            | 7:62, 2:6, 7:62         |
| 2006                         | Roger Federer (2)        | Richard Gasquet          | 2:6, 6:3, 6:2           |
| 2005                         | Rafael Nadal (1)         | Andre Agassi             | 6:3, 4:6, 6:2           |
| 2004                         | Roger Federer (1)        | Andy Roddick             | 7:5, 6:3                |
| 2003                         | Andy Roddick             | David Nalbandian         | 6:1, 6:3                |
| 2002                         | Guillermo Cañas          | Andy Roddick             | 6:4, 7:5                |
| 2001                         | Andrei Pavel             | Patrick Rafter           | 7:63, 2:6, 6:3          |
| 2000                         | Marat Safin              | Harel Levy               | 6:2, 6:3                |
| 1999                         | Thomas Johansson         | Jewgeni Kafelnikow       | 1:6, 6:3, 6:3           |
| 1998                         | Patrick Rafter           | Richard Krajicek         | 7:63, 6:4               |
| 1997                         | Chris Woodruff           | Gustavo Kuerten          | 7:5, 4:6, 6:3           |
| 1996                         | Wayne Ferreira           | Todd Woodbridge          | 6:2, 6:4                |
| 1995                         | Andre Agassi (3)         | Pete Sampras             | 3:6, 6:2, 6:3           |
| 1994                         | Andre Agassi (2)         | Jason Stoltenberg        | 6:4, 6:4                |
| 1993                         | Mikael Pernfors          | Todd Martin              | 2:6, 6:2, 7:5           |
| 1992                         | Andre Agassi (1)         | Ivan Lendl               | 3:6, 6:2, 6:0           |
| 1991                         | Andrei Tschesnokow       | Petr Korda               | 3:6, 6:4, 6:3           |
| 1990                         | Michael Chang            | Jay Berger               | 4:6, 6:3, 7:62          |
| 1989                         | Ivan Lendl (6)           | John McEnroe             | 6:1, 6:3                |
| 1988                         | Ivan Lendl (5)           | Kevin Curren             | 7:610, 6:2              |
| 1987                         | Ivan Lendl (4)           | Stefan Edberg            | 6:4, 7:62               |
| 1986                         | Boris Becker             | Stefan Edberg            | 6:4, 3:6, 6:3           |
| 1985                         | John McEnroe (2)         | Ivan Lendl               | 7:5, 6:3                |
| 1984                         | John McEnroe (1)         | Vitas Gerulaitis         | 6:0, 6:3                |
| 1983                         | Ivan Lendl (3)           | Anders Järryd            | 6:2, 6:2                |
| 1982                         | Vitas Gerulaitis         | Ivan Lendl               | 4:6, 6:1, 6:3           |
| 1981                         | Ivan Lendl (2)           | Eliot Teltscher          | 6:3, 6:2                |
| 1980                         | Ivan Lendl (1)           | Björn Borg               | 4:6, 5:4 aufgg.         |
| 1979                         | Björn Borg               | John McEnroe             | 6:3, 6:3                |
| 1978                         | Eddie Dibbs              | José Luis Clerc          | 5:7, 6:4, 6:1           |
| 1977                         | Jeff Borowiak            | Jaime Fillol             | 6:0, 6:1                |
| 1976                         | Guillermo Vilas (2)      | Wojciech Fibak           | 6:4, 7:6, 6:2           |
| 1975                         | Manuel Orantes           | Ilie Năstase             | 7:64, 6:0, 6:1          |
| 1974                         | Guillermo Vilas (1)      | Manuel Orantes           | 6:4, 6:2, 6:3           |
| 1973                         | Tom Okker                | Manuel Orantes           | 6:3, 6:2, 6:1           |
| 1972                         | Ilie Năstase             | Andrew Pattison          | 6:4, 6:3                |
| 1971                         | John Newcombe            | Tom Okker                | 7:6, 3:6, 6:2, 7:6      |
| 1970                         | Rod Laver                | Roger Taylor             | 6:0, 4:6, 6:3           |
| 1969                         | Cliff Richey             | Earl Buchholz            | 6:4, 5:7, 6:4, 6:0      |
| 1968                         | Ramanathan Krishnan      | Torben Ulrich            | 6:3, 6:0, 7:5           |
| 1967                         | Manuel Santana           | Roy Emerson              | 6:1, 10:8, 6:4          |
| 1966                         | Allen Fox                | Allan Stone              | 6:4, 6:4, 6:3           |
| 1965                         | Ron Holmberg             | Lester Sack              | 4:6, 4:6, 6:4, 6:3, 6:4 |
| 1964                         | Roy Emerson              | Fred Stolle              | 2:6, 4:6, 6:4, 6:3, 6:4 |
| 1963                         | Whitney Reed (2)         | Kyle Carpenter           | 6:2, 6:4, 6:4           |
| 1962                         | Juan Manuel Couder       | Sean Frost               | 6:3, 6:4, 6:3           |
| 1961                         | Whitney Reed (1)         | Mike Sangster            | 3:6, 6:0, 6:4, 6:22     |
| 1960                         | Ladislav Legenstein      | Warren Woodcock          | 6:2, 6:2, 7:5           |
| 1959                         | Reynaldo Garrido         | Orlando H. Garrido       | 6:4, 1:6, 6:4, 6:1      |
| 1958                         | Robert Bédard (3)        | Whitney Reed             | 6:0, 6:3, 6:3           |
| 1957                         | Robert Bédard (2)        | Ramanathan Krishnan      | 6:1, 1:6, 6:2, 6:4      |
| 1956                         | Noel Brown               | Donald Fontana           | 6:0, 2:6, 6:3, 6:3      |
| 1955                         | Robert Bédard (1)        | Henri Rochon             | 8:6, 6:2, 6:1           |
| 1954                         | Bernard Bartzen          | Kosei Kamo               | 6:4, 6:0, 6:3           |
| 1953                         | Mervyn Rose              | Rex Hartwig              | 6:3, 6:4, 6:2           |
| 1952                         | Dick Savitt              | Kurt Nielsen             | 6:1, 6:0, 6:1           |
| 1951                         | Tony Vincent             | Seymour Greenberg        | 7:9, 7:5, 7:5, 6:2      |
| 1950                         | Brendan Macken           | Henri Rochon             | 6:0, 6:0, 6:3           |
| 1949                         | Henri Rochon             | Lorne Main               | 6:3, 6:4, 4:6, 6:2      |
| 1948                         | William Tully            | Henri Rochon             | 6:4, 7:5, 6:0           |
| 1947                         | Jimmy Evert              | Emery Neale              | 2:6, 6:3, 5:7, 6:1, 6:2 |
| 1946                         | Morey Lewis (2)          | Donald McDiarmid         | 2:6, 8:6, 6:4, 6:4      |
| 1941–1945: nicht ausgetragen |                          |                          |                         |
| 1940                         | Donald McDiarmid         | Lewis Duff               | 6:1, 7:5, 6:2           |
| 1939                         | Morey Lewis (1)          | Robert Madden            | 6:2, 6:2, 6:3           |
| 1938                         | Frank Parker (2)         | Wilmer Allison           | 6:2, 6:2, 9:7           |
| 1937                         | Walter Senior            | Robert Murray            | 2:6, 6:2, 6:3, 3:6, 6:2 |
| 1936                         | Jack Tidball             | John Murio               | 8:6, 6:2, 6:2           |
| 1935                         | Gene Smith               | Richard Bennett          | 8:6, 6:2, 7:5           |
| 1934                         | Marcel Rainville         | Harold Surface           | 6:4, 7:5, 6:0           |
| 1933                         | John Murio               | Walter Martin            | 6:3, 4:6, 4:6, 6:2, 6:2 |
| 1932                         | Frank Parker (1)         | George Lott              | 2:6, 6:1, 7:5, 6:2      |
| 1931                         | Jack Wright (3)          | Gilbert Nunns            | 6:3, 6:4, 6:2           |
| 1930                         | George Lyttleton Rogers  | Gilbert Nunns            | 6:4, 8:6, 6:8, 9:7      |
| 1929                         | Jack Wright (2)          | Frank Shields            | 6:4, 6:4, 1:6, 7:5      |
| 1928                         | Wilmer Allison           | John Van Ryn             | 6:2, 6:4, 6:3           |
| 1927                         | Jack Wright (1)          | Leon De Turenne          | 7:5, 8:6, 6:3           |
| 1926                         | Leon De Turenne          | Wallace Scott            | 6:4, 6:3, 6:0           |
| 1925                         | Willard Crocker          | Wallace Scott            | 4:6, 7:5, 18:16, 6:2    |
| 1924                         | George Lott              | Cyril Andrewes           | 6:3, 7:5, 6:1           |
| 1923                         | William LeRoy Rennie     | W. H. Richards           | 6:2, 6:3, 6:3           |
| 1922                         | Frank Anderson           | Robert Patrick Hay Baird | 6:3, 6:4, 6:3           |
| 1921                         | Wallace J. Bates         | Edmund Levy              | 4:6, 6:4, 6:2, 6:3      |
| 1920                         | Paul Bennett             | William Leroy Rennie     | 6:3, 7:5, 6:4           |
| 1919                         | Kashio Seiichirō         | Walter K. Wesbrook       | 3:6, 6:3, 6:1, 11:9     |
| 1915–1918: nicht ausgetragen |                          |                          |                         |
| 1914                         | Thomas Y. Sherwell (2)   | Robert Patrick Hay Baird | 4:6, 6:2, 6:3, 6:3      |
| 1913                         | Robert Baird             | Ralph Burns              | 6:2, 6:0, 4:6, 6:1      |
| 1912                         | Bernard Schwengers (2)   | Joseph C. Tyler          | 6:2, 3:6, 6:3, 7:5      |
| 1911                         | Bernard Schwengers (1)   | Robert Patrick Hay Baird | 13:11, 6:2, 6:4         |
| 1910                         | John F. Foulkes (3)      | Robert Patrick Hay Baird | 2:6, 6:1, 6:2, 4:6, 6:2 |
| 1909                         | John F. Foulkes (2)      |                          |                         |
| 1908                         | Thomas Y. Sherwell (1)   | James F. Foulkes         | 6:4, 6:1, 6:2           |
| 1907                         | John F. Foulkes (1)      | Ralph Burns              | 6:3, 6:8, 6:3, 6:4      |
| 1906                         | Irving Wright            | Edwin P. Fischer         | 6:1, 6:3, 6:1           |
| 1905                         | nicht ausgetragen        | nicht ausgetragen        | nicht ausgetragen       |
| 1904                         | Beals Wright (3)         | Louis Harry Waidner      | 6:1, 6:2, 6:3           |
| 1903                         | Beals Wright (2)         | Edgar Leonard            | 8:6, 6:3, 6:4           |
| 1902                         | Beals Wright (1)         | Irving Wright            | 6:3, 6:3, 3:6, 6:1      |
| 1901                         | William Larned           | Beals Wright             | 6:4, 6:4, 6:2           |
| 1900                         | Malcolm Whitman (2)      | William Larned           | 7:5, 3:6, 6:3, 1:6, 7:5 |
| 1899                         | Malcolm Whitman (1)      | Leo Ware                 | 6:2, 6:3, 6:4           |
| 1898                         | Leo Ware (2)             | Malcolm Whitman          | 6:8, 6:2, 6:4, 6:2      |
| 1897                         | Leo Ware (1)             | Edwin P. Fischer         | 8:6, 6:1, 6:3           |
| 1896                         | Robert Wrenn             | Edwin P. Fischer         | 6:1, 6:3, 7:5           |
| 1895                         | William Larned (1)       | Arthur E. Foote          | 6:1, 6:4, 6:2           |
| 1894                         | Robert W. Pardo Matthews | Harry E. Avery           | 3:6, 6:0, 2:6, 6:4, 6:2 |
| 1893                         | Harry E. Avery           | Henry Gordon Mackenzie   | 4:6, 6:4, 6:3, 6:1, 6:3 |
| 1892                         | Fred Hovey               | Henry G. Bixby           | 6:2, 6:0, 1:6, 6:1      |
| 1891                         | Fred S. Mansfield        | Edward E. Tanner         | 6:1, 6:1, 6:1           |
| 1890                         | Edward E. Tanner         | Oliver R. Macklem        | 6:4, 6:3, 6:2           |
| 1889                         | Charles Smith Hyman (5)  | Andrew E. Plummer        | 6:4, 7:5, 6:4           |
| 1888                         | Charles Smith Hyman (4)  | R. O. S. Wood            | 7:5, 8:6, 6:4           |
| 1887                         | Charles Smith Hyman (3)  | Lawrence H. Baldwin      | 6:0, 6:3, 6:3           |
| 1886                         | Charles Smith Hyman (2)  | Isidore F. Hellmuth      | 6:4, 4:6, 1:6, 4:6, 6:4 |
| 1885                         | Joseph Clark             | Isidore F. Hellmuth      | 6:3, 3:6, 6:1, 6:2      |
| 1884                         | Charles Smith Hyman (1)  | Alexander C. Galt        | 8:6, 6:8, 4:6, 6:4, 6:2 |
| 1883                         | Charles H. Farnum        | Charles Smith Hyman      | 6:3, 6:3, 0:6, 6:0      |
| 1882                         | Harry D. Gamble          | Isidore F. Hellmuth      | 6:2, 6:3, 6:2           |
| 1881                         | Isidore F. Hellmuth      | W. H. Young              | 6:2, 6:2                |

### Doppel
| Jahr                         | Sieger                                     | Finalisten                           | Ergebnis                   |
| ---------------------------- | ------------------------------------------ | ------------------------------------ | -------------------------- |
| 2025                         |                                            |                                      | ab 27. Juli                |
| 2024                         | Marcel Granollers (2) Horacio Zeballos (2) | Rajeev Ram Joe Salisbury             | 6:2, 7:64                  |
| 2023                         | Marcelo Arévalo Jean-Julien Rojer          | Rajeev Ram Joe Salisbury             | 6:3, 6:1                   |
| 2022                         | Wesley Koolhof Neal Skupski                | Daniel Evans John Peers              | 6:2, 4:6, [10:6]           |
| 2021                         | Rajeev Ram Joe Salisbury                   | Nikola Mektić Mate Pavić             | 6:3, 4:6, [10:3]           |
| 2020                         | abgesagt                                   | abgesagt                             | abgesagt                   |
| 2019                         | Marcel Granollers (1) Horacio Zeballos (1) | Robin Haase Wesley Koolhof           | 7:5, 7:5                   |
| 2018                         | Henri Kontinen John Peers                  | Raven Klaasen Michael Venus          | 6:2, 6:77, [10:6]          |
| 2017                         | Pierre-Hugues Herbert Nicolas Mahut        | Rohan Bopanna Ivan Dodig             | 6:4, 3:6, [10:6]           |
| 2016                         | Ivan Dodig Marcelo Melo                    | Jamie Murray Bruno Soares            | 6:4, 6:4                   |
| 2015                         | Bob Bryan (5) Mike Bryan (5)               | Daniel Nestor Édouard Roger-Vasselin | 7:65, 3:6, [10:6]          |
| 2014                         | Alexander Peya (2) Bruno Soares (2)        | Ivan Dodig Marcelo Melo              | 6:4, 6:3                   |
| 2013                         | Alexander Peya (1) Bruno Soares (1)        | Colin Fleming Andy Murray            | 6:4, 7:64                  |
| 2012                         | Bob Bryan (4) Mike Bryan (4)               | Marcel Granollers Marc López         | 6:1, 4:6, [12:10]          |
| 2011                         | Michaël Llodra Nenad Zimonjić (2)          | Bob Bryan Mike Bryan                 | 6:4, 6:75, [10:5]          |
| 2010                         | Bob Bryan (3) Mike Bryan (3)               | Julien Benneteau Michaël Llodra      | 7:5, 6:3                   |
| 2009                         | Mahesh Bhupathi (5) Mark Knowles (2)       | Maks Mirny Andy Ram                  | 6:4, 6:3                   |
| 2008                         | Daniel Nestor (2) Nenad Zimonjić (1)       | Bob Bryan Mike Bryan                 | 6:2, 4:6, [10:6]           |
| 2007                         | Mahesh Bhupathi (4) Pavel Vízner           | Paul Hanley Kevin Ullyett            | 6:4, 6:4                   |
| 2006                         | Bob Bryan (2) Mike Bryan (2)               | Paul Hanley Kevin Ullyett            | 6:3, 7:5                   |
| 2005                         | Wayne Black Kevin Ullyett                  | Jonathan Erlich Andy Ram             | 6:75, 6:3, 6:0             |
| 2004                         | Mahesh Bhupathi (3) Leander Paes (2)       | Jonas Björkman Maks Mirny            | 6:4, 6:2                   |
| 2003                         | Mahesh Bhupathi (2) Maks Mirny             | Jonas Björkman Todd Woodbridge       | 6:3, 7:64                  |
| 2002                         | Bob Bryan (1) Mike Bryan (1)               | Mark Knowles Daniel Nestor           | 4:6, 7:61, 6:3             |
| 2001                         | Jiří Novák David Rikl                      | Donald Johnson Jared Palmer          | 6:4, 3:6, 6:3              |
| 2000                         | Sébastien Lareau Daniel Nestor (1)         | Joshua Eagle Andrew Florent          | 6:3, 7:63                  |
| 1999                         | Jonas Björkman Patrick Rafter              | Byron Black Wayne Ferreira           | 7:65, 6:4                  |
| 1998                         | Martin Damm Jim Grabb                      | Ellis Ferreira Rick Leach            | 6:7, 6:2, 7:6              |
| 1997                         | Mahesh Bhupathi (1) Leander Paes (1)       | Sébastien Lareau Alex O’Brien        | 7:6, 6:3                   |
| 1996                         | Patrick Galbraith (3) Paul Haarhuis        | Mark Knowles Daniel Nestor           | 7:6, 6:3                   |
| 1995                         | Jewgeni Kafelnikow Andrei Olchowski        | Brian MacPhie Sandon Stolle          | 6:2, 6:2                   |
| 1994                         | Byron Black Jonathan Stark                 | Patrick McEnroe Jared Palmer         | 6:4, 6:4                   |
| 1993                         | Jim Courier Mark Knowles (1)               | Glenn Michibata David Pate           | 6:4, 7:6                   |
| 1992                         | Patrick Galbraith (2) Danie Visser         | Andre Agassi John McEnroe            | 6:4, 6:4                   |
| 1991                         | Patrick Galbraith (1) Todd Witsken (2)     | Grant Connell Glenn Michibata        | 6:4, 3:6, 6:1              |
| 1990                         | Paul Annacone David Wheaton                | Broderick Dyke Peter Lundgren        | 6:1, 7:6                   |
| 1989                         | Kelly Evernden Todd Witsken (1)            | Charles Beckman Shelby Cannon        | 6:3, 6:3                   |
| 1988                         | Ken Flach (2) Robert Seguso (2)            | Andrew Castle Tim Gullikson          | 7:63, 6:3                  |
| 1987                         | Pat Cash Stefan Edberg                     | Peter Doohan Laurie Warder           | 6:7, 6:3, 6:4              |
| 1986                         | Chip Hooper Mike Leach                     | Boris Becker Slobodan Živojinović    | 6:7, 6:3, 6:3              |
| 1985                         | Ken Flach (1) Robert Seguso (1)            | Stefan Edberg Anders Järryd          | 5:7, 7:6, 6:3              |
| 1984                         | Peter Fleming (2) John McEnroe (2)         | John Fitzgerald Kim Warwick          | 6:4, 6:2                   |
| 1983                         | Sandy Mayer Ferdi Taygan                   | Tim Gullikson Tom Gullikson          | 6:3, 6:4                   |
| 1982                         | Steve Denton Mark Edmondson                | Peter Fleming John McEnroe           | 6:7, 7:5, 6:2              |
| 1981                         | Raúl Ramírez (3) Ferdi Taygan              | Peter Fleming John McEnroe           | 2:6, 7:6, 6:4              |
| 1980                         | Bruce Manson Brian Teacher                 | Heinz Günthardt Sandy Mayer          | 6:3, 3:6, 6:4              |
| 1979                         | Peter Fleming (1) John McEnroe (1)         | Heinz Günthardt Bob Hewitt           | 6:7, 7:6, 6:1              |
| 1978                         | Wojciech Fibak Marty Riessen (3)           | Colin Dowdeswell Heinz Günthardt     | 6:3, 7:6                   |
| 1977                         | Bob Hewitt (2) Raúl Ramírez (2)            | Fred McNair Sherwood Stewart         | 6:4, 3:6, 6:2              |
| 1976                         | Bob Hewitt (1) Raúl Ramírez (1)            | Juan Gisbert Manuel Orantes          | 6:2, 6:1                   |
| 1975                         | Cliff Drysdale Raymond Moore               | Jan Kodeš Ilie Năstase               | 6:4, 5:7, 7:6              |
| 1974                         | Manuel Orantes Guillermo Vilas             | Jürgen Faßbender Hans-Jürgen Pohmann | 6:3, 6:2                   |
| 1973                         | Rod Laver Ken Rosewall                     | Owen Davidson John Newcombe          | 7:5, 7:6                   |
| 1972                         | Ilie Năstase Ion Țiriac                    | Jan Kodeš Jan Kukal                  | 7:6, 6:3                   |
| 1971                         | Tom Okker Marty Riessen (2)                | Arthur Ashe Dennis Ralston           | 6:3, 3:6, 6:1              |
| 1970                         | Bill Bowrey Marty Riessen (1)              | Cliff Drysdale Fred Stolle           | 6:3, 6:2                   |
| 1969                         | Ron Holmberg (2) John Newcombe             | Earl Buchholz Raymond Moore          | 6:3, 6:4                   |
| 1968                         | Harry Fauquier John Sharpe                 | Marcelo Lara Jasjit Singh            | 6:1, 6:3, 4:6, 6:3         |
| 1967                         | Roy Emerson (2) Manuel Santana             | Torben Ulrich Jaidip Mukerjea        | 4:6, 6:2, 6:3              |
| 1966                         | Keith Carpenter Michael Carpenter          | Robert Potthast Allan Stone          | 11:9, 4:6, 6:4, 16:14      |
| 1965                         | Ron Holmberg (1) Lester Sack               | Robert Bédard Donald Fontana         | 6:2, 3:6, 1:6, 6:3         |
| 1964                         | Roy Emerson (1) Fred Stolle                | Tony Roche John Newcombe             | 3:6, 6:2, 6:2, 6:1         |
| 1963                         | Marcelo Lara Joaquín Loyo Mayo             | Keith Carpenter Tom Brown            | 4:6, 7:5, 3:6, 7:5, 10:8   |
| 1962                         | William Hoogs Jim McManus                  | Rod Mandelstam Don Russell           | 6:1, 3:6, 10:8, 6:2        |
| 1961                         | Whitney Reed (2) Mike Sangster             | Robert Bédard Donald Fontana         | 7:5, 13:11, 4:6, 6:4       |
| 1960                         | Ladislav Legenstein Peter Scholl           | Warren Woodcock Whitney Reed         | 6:4, 6:3, 6:4              |
| 1959                         | Robert Bédard (3) Donald Fontana (3)       | Orlando Garrido Eduardo Zuleta       | 6:3, 1:6, 6:3, 2:6, 6:1    |
| 1958                         | Bob Howe Whitney Reed (1)                  | Robert Bédard Donald Fontana         | 9:7, 7:5, 6:4              |
| 1957                         | Robert Bédard (2) Donald Fontana (2)       | Armando Vieira Carlos Fernandes      | 14:10, 6:3, 12:10          |
| 1956                         | Earl Baumgardner Noel Brown                | Robert Bédard Donald Fontana         | 3:6, 6:3, 7:5, 6:4         |
| 1955                         | Robert Bédard (1) Donald Fontana (1)       | Lawrence Barclay Paul Willey         | 6:4, 8:6, 6:4              |
| 1954                         | Luis Ayala Lorne Main (2)                  | Bernard Bartzen Andy Paton Jr.       | 6:4, 6:4, 1:6              |
| 1953                         | Rex Hartwig Mervyn Rose                    | George Worthington Tony Vincent      | 7:5, 3:6, 6:3, 6:2         |
| 1952                         | Kurt Nielsen Dick Savitt                   | Arthur Larsen Noel Brown             | 6:3, 6:2, 6:3              |
| 1951                         | Brendan Macken (2) Lorne Main (1)          | Tony Vincent Seymour Greenberg       | 6:0, 6:4, 6:1              |
| 1950                         | Robert Abdesselam Jean Ducos               | George Robinson Henry Rochon         | 6:3, 6:3, 6:3              |
| 1949                         | Edgar Lanthier (2) Gordon McNeil (2)       | Walter Stohlberg Maine Stohlberg     | 6:1, 1:6, 6:3, 6:2         |
| 1948                         | Edgar Lanthier (1) Gordon McNeil (1)       | Tony Vincent Sverre Lie              | 6:2, 4:6, 3:6, 6:4, 6:4    |
| 1947                         | James Evert Jerry Evert                    | Harry Roche James Livingstone        | 6:2, 6:3, 9:7              |
| 1946                         | Brendan Macken (1) Jim Macken              | Edgar Murphy P. Morley Lewis         | 3:6, 6:1, 6:4, 7:5         |
| 1941–1945: nicht ausgetragen |                                            |                                      |                            |
| 1940                         | Philip Pearson Ross Wilson                 | Don McDiarmid Lewis Duff             | 11:9, 6:3, 6:3             |
| 1939                         | Frank Froehling Jr. P. Morey Lewis         | Bill Pedlar Philip Pearson           | 6:4, 2:6, 6:4, 6:2         |
| 1938                         | Wilmer Allison (2) Frank Parker            | Bobby Murray Laird Watt              | 6:0, 6:4, 6:8, 6:3         |
| 1937                         | David M. Jones Walter Martin               | Bobby Murray Laird Watt              | 8:6, 9:7, 1:6, 6:2         |
| 1936                         | Charles Church Jack Tidball                | Verne Hughes Bob Hippenstiel         | 4:6, 4:6, 6:1, 14:12, 6:4  |
| 1935                         | Worth Oswald Charles Weesner               | Ray Casey John Law                   | 10:9, 6:2, 10:12, 7:9, 9:7 |
| 1934                         | Phil Castlen Harold Surface                | Donald Leahong Harry Dayes           | 9:11, 6:4, 6:4, 6:2        |
| 1933                         | Martin Kenneally John Murio                | Mel Draga Wayne Sabin                | 6:8, 6:4, 8:10, 4:6, 6:3   |
| 1932                         | George Lott (2) Marcel Rainville (2)       | Walter Martin Gilbert Nunns          | 7:5, 6:4, 4:6, 6:1         |
| 1931                         | Marcel Rainville (1) Jack Wright (3)       | Henry Prusoff Laurason Driscoll      | 7:5, 9:7, 7:5              |
| 1930                         | J. Gilbert Hall Fritz Mercur               | Walter Martin Gilbert Nunns          | 11:9, 6:2, 6:4             |
| 1929                         | Willard Crocker (2) Jack Wright (2)        | Frank Shields Donald Strachan        | 6:3, 6:4, 6:0              |
| 1928                         | Wilmer Allison (1) John Van Ryn            | Willard Crocker Marcel Rainville     | 6:1, 6:3, 6:1              |
| 1927                         | Bradshaw Harrison Sherman Lockwood         | Stanley Almquist John Risso          | 4:6, 6:1, 6:4, 6:2         |
| 1926                         | Leon de Turenne John Proctor               | Howard Langlie Armand Quilman        | 6:1, 6:3, 6:1              |
| 1925                         | Willard Crocker (1) Jack Wright (1)        | Wallace Scott Leon Turenne           | 6:2, 6:2, 0:6, 6:2         |
| 1924                         | Samuel Hardy George Lott (1)               | Willard Crocker David R. Morrice     | 6:?, 6:2, 6:4              |